# Effetto ouzo

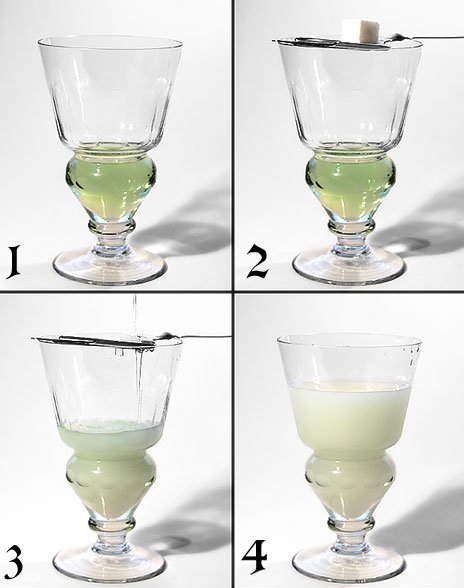
L'effetto ouzo durante la preparazione dell'assenzio.

L'effetto ouzo, detto anche effetto lattiginoso o emulsione spontanea, anche effetto louche (dalla lingua francese louche, losco, torbido) è un fenomeno di opacizzazione che avviene quando si aggiunge acqua a una bevanda spiritosa all'anice (come ad esempio ouzo, pastis, rakı, arak, sambuca, assenzio e altri), ottenendo così, anche senza mescolare, una microemulsione bianca lattiginosa molto stabile.

## Osservazione e spiegazione del fenomeno

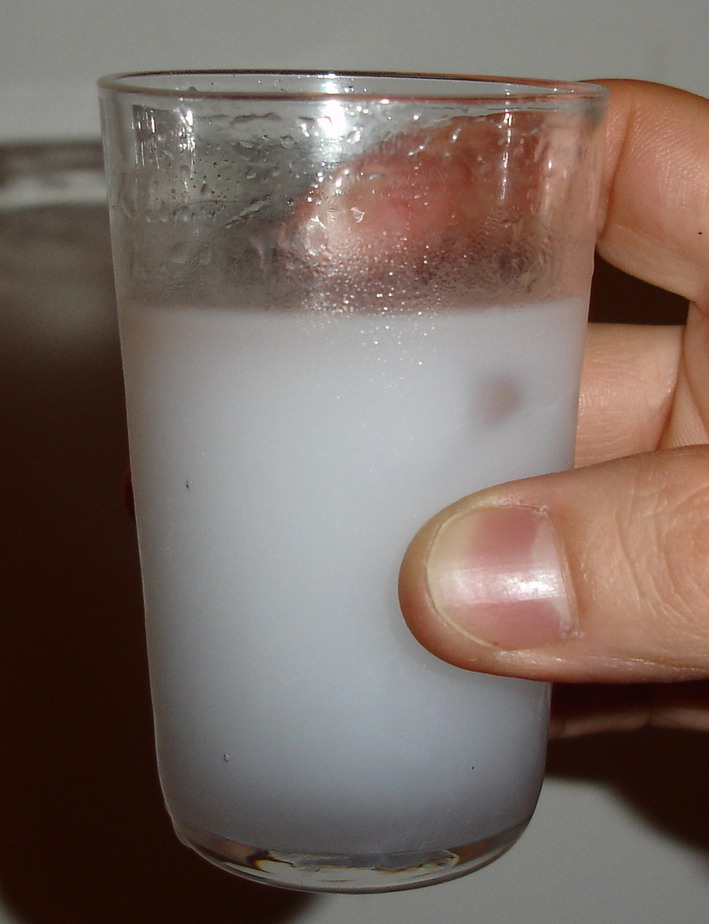
Arak con acqua e ghiaccio

L'effetto ouzo avviene quando un olio essenziale fortemente idrofobico come il trans-anetolo è disciolto in un solvente solubile in acqua come l'etanolo e la concentrazione dell'etanolo viene abbassata con l'aggiunta di piccole quantità di acqua.
In genere le emulsioni di olio in acqua non sono stabili. Le goccioline d'olio si uniscono in gocce più grandi (coalescenza) fino a quando la separazione delle fasi diventa evidente. L'aggiunta di piccole quantità di tensioattivi o una forte miscelazione possono stabilizzare le goccioline d'olio.
In una miscela di ouzo ricca di acqua la coalescenza delle goccioline è molto lenta anche senza agitazione meccanica, agenti disperdenti o tensioattivi. Forma una dispersione fluida stabile ed omogenea grazie a una nucleazione liquido-liquido. La dimensione delle goccioline, misurata mediante scattering di neutroni a piccolo angolo, è dell'ordine del micron.
Utilizzando la tecnica della diffusione dinamica della luce, Sitnikova e altri dimostrarono che le gocce di olio nell'emulsione crescono in base al meccanismo della maturazione di Ostwald e le gocce non coalescono. È stato osservato che il tasso di maturazione di Ostwald diminuisce all'aumentare della concentrazione di etanolo fino a che la dimensione delle gocce si stabilizza intorno a un diametro medio di 3 micron.
In base a considerazioni termodinamiche sulla miscela multicomponente, la stabilità dell'emulsione dipende dall'essere intrappolata nel diagramma di fase fra curve binodali. Ad ogni modo, i meccanismi a livello microscopico responsabili del rallentamento dei tassi di maturazione di Ostwald con l'aumento della concentrazione dell'etanolo non sono ancora stati completamente chiariti.

## Applicazioni
Le emulsioni hanno vari usi commerciali. Molte preparazioni per cibi pronti, detergenti e prodotti per la cura della persona sono sotto forma di emulsioni che devono essere stabili per lunghi periodi di tempo. L'effetto ouzo potrebbe essere utilizzato per preparare microemulsioni senza tensioattivi senza ricorrere a sistemi di stabilizzazione ad elevato sforzo di taglio che risultano costosi nei processi di produzione a grande scala. Molti tipi di dispersione come pseudolattici, emulsioni di silicone e nanocapsule polimeriche biodegradabili sono stati ottenuti sfruttando l'effetto ouzo anche se, come detto in precedenza, l'esatto meccanismo di azione di questo effetto non è chiaro.